# میشائل اشوارتسمان
میشائل اشوارتسمان (انگلیسی: Michael Schwarzmann؛ زادهٔ ۷ ژانویهٔ ۱۹۹۱) دوچرخه‌سوار اهل آلمان است.
از باشگاه‌هایی که در آن بازی کرده‌است می‌توان به بورا–هانسگروهه اشاره کرد.